# George A. Miller Prize in Cognitive Neuroscience
Der George A. Miller Prize in Cognitive Neuroscience ist eine wissenschaftliche Auszeichnung. Er wird seit 1995 von der Cognitive Neuroscience Society vergeben.

## Preisträger
- 1995 David H. Hubel, Harvard Medical School
- 1996 David Premack, CNRS, Frankreich
- 1997 Roger Shepard, Stanford University
- 1998 Susan Carey, New York University
- 1999 Giacomo Rizzolatti, University of Parma
- 2000 Patricia Churchland, University of California, San Diego
- 2001 William Newsome, Stanford University
- 2002 Daniel Kahneman, Princeton University
- 2003 Michael Gazzaniga, Dartmouth College
- 2004 Michael Posner, University of Oregon
- 2005 Leslie Ungerleider, National Institute of Mental Health
- 2006 Steven A. Hillyard, University of California, San Diego
- 2007 Joaquin M. Fuster, University of California, Los Angeles
- 2008 Anne Treisman, Princeton University
- 2009 Marcus Raichle, Washington University School of Medicine
- 2010 Steven Pinker, Harvard University
- 2011 Mortimer Mishkin, National Institute of Mental Health
- 2012 Eve Marder, Brandeis University
- 2013 Fred Gage, The Salk Institute
- 2014 Jon Kaas, Vanderbilt University
- 2015 Patricia Kuhl, University of Washington
- 2016 Brian Wandell, Stanford University
- 2017 David Van Essen, Washington University in St Louis
- 2018 Elizabeth Spelke, Harvard University
- 2019 Earl K. Miller, Massachusetts Institute of Technology
- 2020 Nancy Kanwisher, Massachusetts Institute of Technology
- 2021 Elizabeth Phelps, Harvard University
- 2022 BJ Casey, Yale University
- 2023 Sabine Kastner, Princeton University
- 2024 Lynn Nadel, University of Arizona
- 2025 Ken Paller, Northwestern University